# Kostel svatého Jacka (Bór Zapilski)
Kostel svatého Jacka (polsky:Kościół św. Jacka) je dřevěný kostel z roku 1919 v obci Borze Zapilskim ve gmině Wręczyca Wielka v okrese Kłobuck ve Slezském vojvodství. Náleží pod farnost Bór Zapilski - Czarna Wieś děkanátu blachowieńského arcidiecéze čestochovské. Kostel je součástí Stezky dřevěné architektury ve Slezském vojvodství, čenstochovský okruh.

## Historie
Farnost Bór Zapilski - Czarna Wieś byla zřízena v roce 1919 a následně byl postaven dřevěný kostel podle projektu Stefana Szyllera. Kostel byl dokončen a konsekrován v roce 1921. V roce 1937 byla na farním hřbitově postavena kaple. Na začátku sedmdesátých let 20. století byla šindelová střecha kostela nahrazena plechovou. V roce 1990 byl kostel opraven.

## Architektura

### Exteriér
Kostel je orientovaná trojlodní dřevěná roubená stavba postavena na půdorysu kříže. Po stranách lodi jsou symetricky umístěny boční kaple trojboce uzavřené. Závěr (kněžiště) je trojboké je menší než loď a na obou stranách jsou přistavěny sakristie. Na sedlové střeše je čtyřboký sanktusník s cibulovou bání a lucernou. Střecha a sanktusník je krytý plechem. Vchod do kostela vede pod kruchtou. Před kostelem stojí kovová vzpěradlová zvonice se sedlovou stříškou.

### Interiér
Strop v je plochý, v bočních lodích je nižší. Hlavní loď je podepřena šesti páry sloupů, které tak dělí prostor na tři lodě. Kruchta v západní části je podepřena čtyřmi dřevěnými sloupy, na ní jsou umístěny varhany z padesátých let 20. století. Na sponovém trámu ve vítězném oblouku je umístěn krucifix. Hlavní oltář svatého Jacka, boční oltáře svatého Josefa a Panny Marie Čenstochovské, křtitelnice a ambon pocházejí z první poloviny 20. století. Křížová cesta z roku 1795 byla přenesena z kostela z Truskolas. V kostele se nachází relikviář svatého Jacka datovaný do druhé poloviny 18. století.

## Galerie

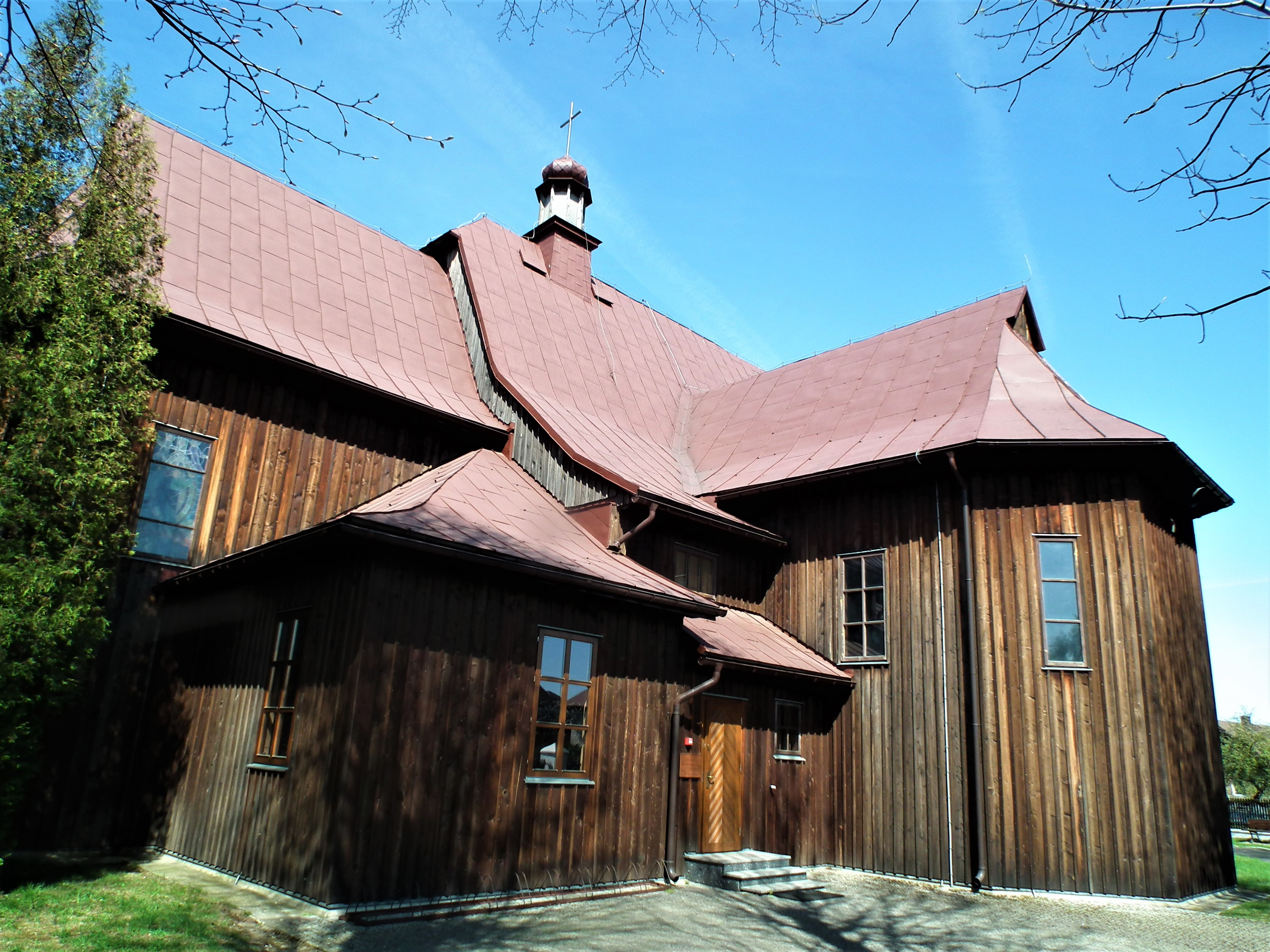
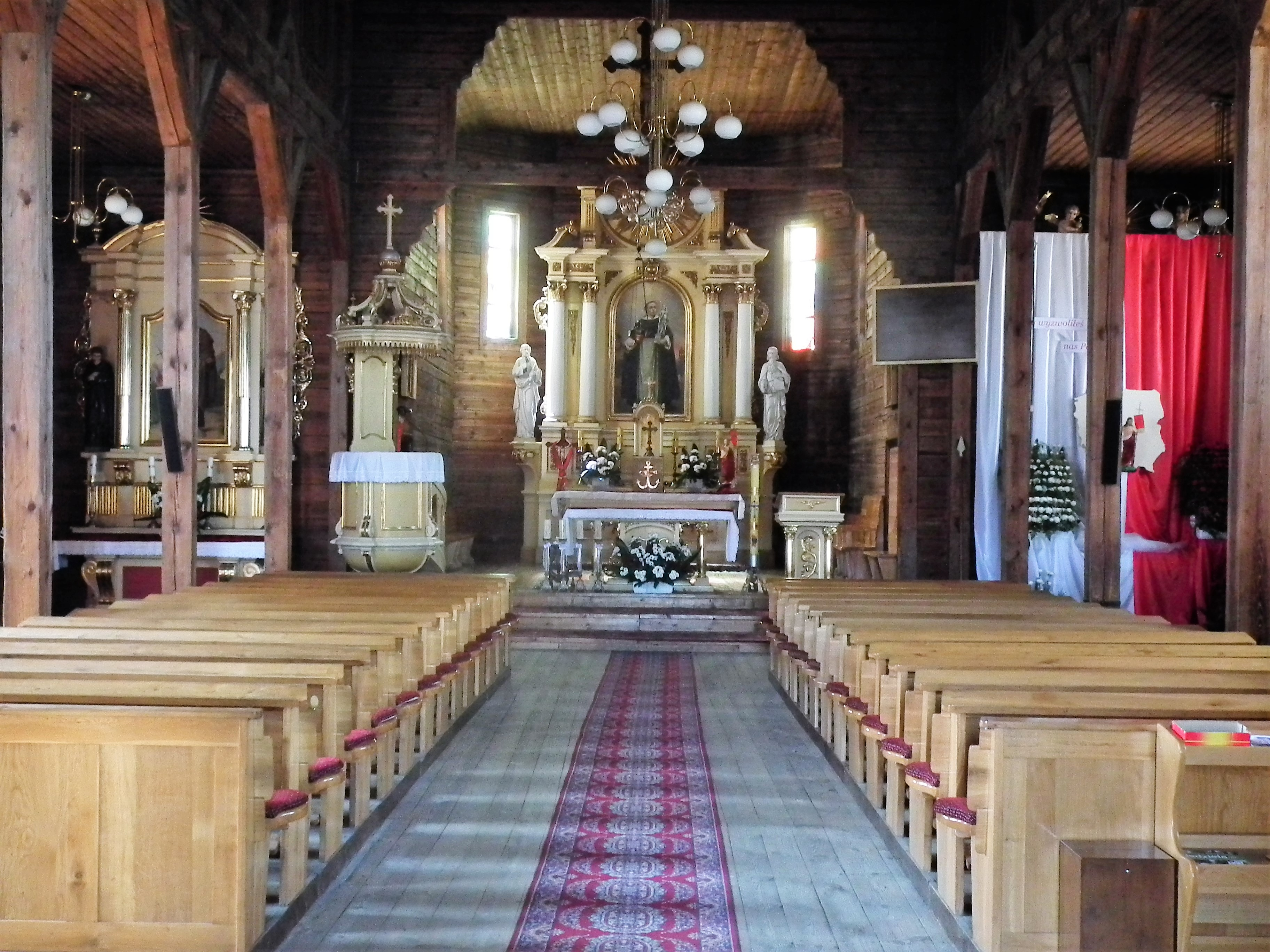
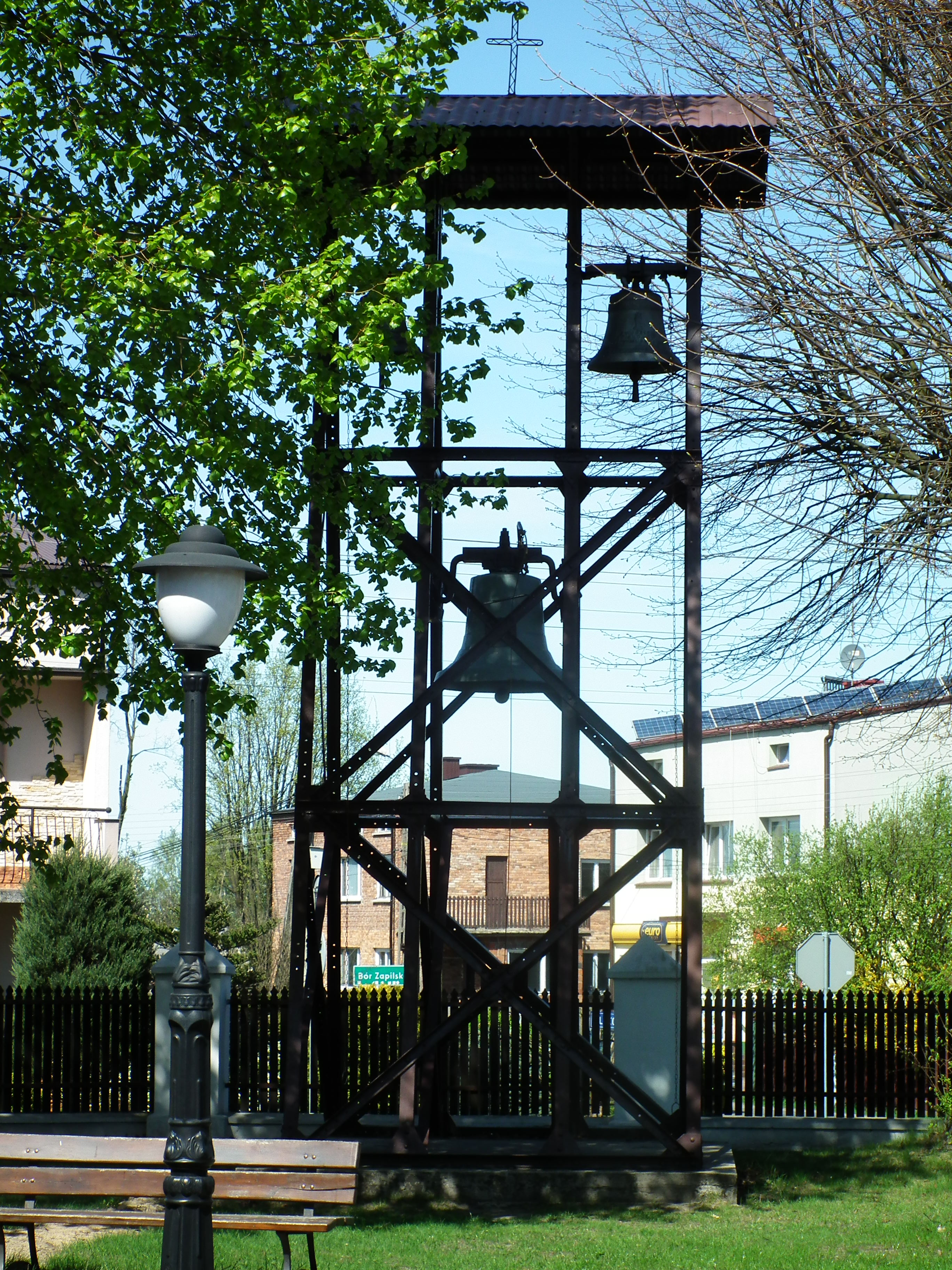